# 成年

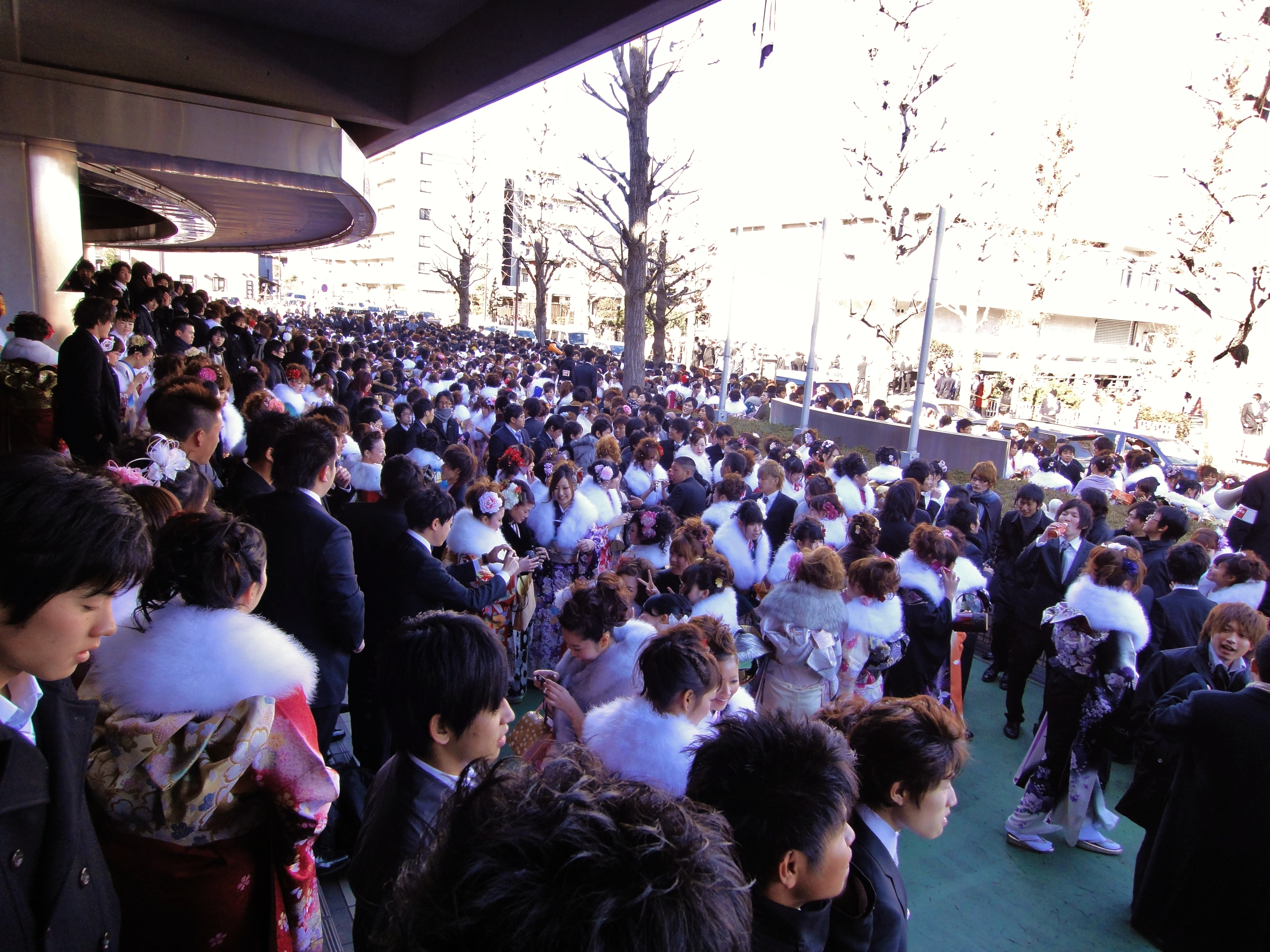
日本の成人式の様子（2011年。当時20歳だった成人年齢は18歳に下がったが、その後も20歳で式をする市町村などは多い）

成年（せいねん）または成人年齢（せいじんねんれい）は、法的には、単独で法律行為が行えるようになる年齢のこと。
一般社会においては、身体的、精神的に十分に成熟している年齢の人間を指すことが多い。
成年に達した者を成年者（せいねんしゃ）または成人（せいじん）といい、未成年者はこれと対する概念である。一般に大人というと成年者などを指すことが多い。また、成年に達することを「成人する」「成人になる」という。
各国において成年は、ある年齢を基準として法的に定義されることが多く、その基準となる年齢は、国や地域によって18-21歳とばらつきがある。中には14歳とかなり低い年齢を基準にしている地域もある。

## 法律上の成年
成人年齢は各国により異なり、児童の権利条約のほか、親の保護監督義務の期間、若年層の雇用機会、選挙権年齢、徴兵年齢などを考慮して引き上げられたり、引き下げられたりすることがある。
多数の国での未成年者は司法面において管轄により、結婚、経済的自立、教育における学位やディプロマの取得、軍隊への入隊（military service）などの行為が「未成年者の解放（emancipation of minors）」により可能となる。 米国では、すべての州に複数の点で未成年者の解放というのが規定されている。

### 日本

#### 成年の定義
| 生年月日                           | 新成人となる日 | 成年年齢 |
| ---------------------------------- | -------------- | -------- |
| 2002年4月1日以前生まれ             | 20歳の誕生日   | 20歳     |
| 2002年4月2日から2003年4月1日生まれ | 2022年4月1日   | 19歳     |
| 2003年4月2日から2004年4月1日生まれ | 2022年4月1日   | 18歳     |
| 2004年4月2日以降生まれ             | 18歳の誕生日   | 18歳     |

日本では、民法改正により2022年（令和4年）4月1日から18歳で成年となったため、基本的に民法上の未成年者は18歳未満（17歳以下）の者となる（民法4条）。
民法改正前の2022年（令和4年）3月31日までは20歳以上が成年者とされていた。年齢の計算については年齢計算ニ関スル法律（明治35年12月2日法律第50号）による。「20歳」という年齢については、1896年（明治29年）の民法制定当時に徴兵制度や課税の基準年齢であった「満二十年」に合わせたと考えられている一方で、当時男子15歳程度を成年としていた国内の慣習（元服）と、21歳から25歳が成年とされていた欧米諸国との衡平を図ったとの見解もある。他にも飛鳥時代の正丁(数え年21歳)を復古したという説もある。なお、  明治9年4月1日太政官布告第41号にて「自今滿二十年ヲ以テ丁年ト定ム」とされ、丁年（成年のこと。）を20歳と規定しており、この布告は明治29年民法に吸収されたと解されている。
婚姻できる年齢（婚姻適齢）も18歳となっている（民法731条）。前述の民法改正前は、男性が18歳、女性は16歳と規定されており、20歳未満であっても婚姻していれば成年者とみなされる「婚姻による成年擬制」の規定が存在した（民法753条）。これは、婚姻関係にある未成年者に独立性を与え、また、男女平等を維持するための措置であると考えられている。ただし、これらは私法上での法律行為に限られ、飲酒、喫煙、選挙権など公法に関わる行為については、それぞれに関わる法律で定められた年齢に達するまでは行うことができない。
また、性同一性障害患者が戸籍の性別を変更できるようになるのも18歳以上となっている（性同一性障害者特例法3条）。
天皇・皇太子・皇太孫は、民法の規定にかかわらず、18歳で成年となる（皇室典範22条）。
日本国憲法の改正手続きについて規定している国民投票法では、投票権は18歳以上の日本国籍を持つものが有すると定めている。公職選挙法上の選挙権の年齢の18歳への引き下げ（18歳選挙権）は2016年（平成28年）6月22日になされたのに対し、国民投票の投票年齢は2018年（平成30年）6月20日までの間は20歳以上とされていた。

#### 成年の引き下げに関する議論
民主党は2002年（平成14年）、衆議院に成年年齢を18歳に引き下げること、18歳選挙権を実現すること、少年法の適用年齢を18歳未満に引き下げることの三点を盛り込んだ「成年年齢の引下げ等に関する法律案」を提出した。
同党によると、成年年齢等の引き下げは「政治における市民参加の拡大を図ると同時に、若者の社会参加を促進する第一歩」となり、また「18歳は経済的自立が可能な年齢であり、現に結婚や深夜労働・危険有害業務への従事、普通自動車運転免許証の取得、働いている場合は納税者であること等、社会生活の重要な部面で成人としての扱いを受けている」こと、「世界の趨勢も、18歳以上を成人としていること」に対応するものであるという。
成人年齢を変更することに伴い「見直しが必要とされる法令」として、法律191、政令40、府令・省令77の計308本をそれぞれリストアップしている。
2007年（平成19年）、日本国憲法の改正手続に関する法律が成立し、日本国憲法改正の国民投票では投票権が18歳以上との規定から、現行の民法及び公職選挙法とのズレが生じるため、法務省の諮問機関、法制審議会の民法成年年齢部会は、2009年（平成21年）7月29日の最終答申として「民法及び公職選挙法は18歳に引き下げるのが適当」とする最終報告書をまとめた。関連法令が200本の改正が必要とされる。
ただし、酒の飲酒・煙草の喫煙は「健康上の規制の観点」から、現行法を維持することや、公営競技の投票券購入は、現行の20歳以上の規制が必要とされた（totoは現行の19歳以上）。併せて、日本の年金制度も20歳から加入する。
問題点としては、民法上で18歳以上の者が「成年者」とされ、未成年者に含まれていた18歳以上20歳未満の者が自由にローン契約や養子縁組をすることが可能となる一方で、税法上の未成年者控除、刑法上の未成年者保護、二十歳未満ノ者ノ飲酒ノ禁止ニ関スル法律、二十歳未満ノ者ノ喫煙ノ禁止ニ関スル法律などにおける「成年の定義」を、これに準拠して変更することには反対があった（改正されていない）。
世論の反応について、内閣府が2008年（平成20年）7月に行った調査（対象は18歳以上男女、対象5500人、回答3060人）では、調査対象の約8割が、成年の年齢引き下げに伴い、民法の高額商品の購入の制限年齢が下がることに反対している（ただし、うち4割は、未成年への教育・消費者保護の強化を行えば、容認する姿勢だという）。
地方公共団体が、市町村合併の是非を問うために実施する住民投票では、未成年者にも投票権付与を容認する事例が増えている。2002年9月に、秋田県岩城町が実施した住民投票では、史上初めて未成年者を含む18歳以上の者が投票したほか、長野県平谷村のように中学生から投票可能な住民投票を行った自治体がある。
2018年（平成30年）6月13日、成人の年齢を20歳から18歳に引き下げることを柱とした改正民法と、それに関連する22の法律の見直しが6月13日、参院本会議で可決・成立し、2022年4月1日に施行された。成人年齢を20歳とするのは明治9年の太政官布告で初めて定められ、1896年（明治29年）施行の民法に引き継がれており、改正は通算140年ぶり。

### 韓国
韓国（大韓民国）では、2011年2月18日成立の改正民法により、2012年から成人年齢を20歳から（満年齢で）19歳（数え年で20歳）に引き下げた。韓国の青少年保護法には飲酒・喫煙等の制限が定められるが、その保護対象となる青少年の定義は「19歳未満」である。ただし、その運用については「数え年の慣用」があるため、19歳に達する年の1月1日を迎えた（満年齢では18歳の）者が除外される。

### 欧米諸国
旧西ドイツ（再統一後のドイツ連邦共和国）は1974年から民法の成年規定を21歳から18歳に、イギリスは1969年から成人年齢を21歳から18歳にそれぞれ引き下げている。フランスは1974 年、イタリアでも1975年に成人年齢21歳から18歳に引き下げられた。欧米の多数の国では、1970年代にベトナム戦争への軍隊派兵や学生運動との関係から成人年齢を18歳に引き下げたといわれている。近代では21歳 - 25歳程度であった。

#### アメリカ合衆国
アメリカ合衆国では成人となる年齢が州により異なるが、1970年代に多くの州で18歳に引き下げられた。これはベトナム戦争の際に徴兵年齢が18歳なのに選挙権年齢が21歳なのは不公正だとしてold enough to fight, old enough to voteをキャッチフレーズとする運動が展開され、憲法の選挙権年齢が引き下げられたことに伴い多くの州で成人年齢も引き下げられたものである。
成年年齢の引き下げに伴い、いくつかの州では飲酒・酒類購入年齢も18歳に引き下げたが、若者の飲酒に付随する死傷者数が増加し問題になり、1984年に飲酒・酒類購入年齢を21歳以上とするよう各州に求める連邦法（全米最低飲酒年齢法）が成立した。

#### イギリス
イギリスでは13世紀のマグナカルタの時代に騎馬兵隊が一般的になったが、重厚な防具を身につけたまま乗馬して戦闘従事できる年齢として成年年齢は21歳とされた。1960年代に開かれた成年年齢に関する審議会（The Latey Committee on the Age of Majority）での成人年齢の引き下げの勧告を受けて成人年齢は18歳に引き下げられた。

## 各国・地域の成年一覧
以下で、成人となる年齢別の国（または行政区画）一覧を示す。

### 15歳まで
- イラン[15] - 9歳（女性）、15歳（男性）
- サウジアラビア[16] - 成年は15歳を上限として、思春期の身体的兆候（アラビア語：ブルーグ、bulugh）に基づいている。 しかし、サウジアラビア国民の内、女性が旅行、仕事、結婚するには男性の保護者による許可が必要となっており、女性の成年は実質上無限であるともいえる[17]。

### 15歳
- イエメン[18][注釈 2]
- インドネシア[19]
- ミャンマー[20]

### 16歳
- イギリス
  -  スコットランド[21]
- カンボジア[22]
- キューバ[23]
- キルギス[24]
- セントビンセント・グレナディーン
- パキスタン[25]（女性）
- パレスチナ
- ベトナム[26]

### 17歳
- タジキスタン[27]
- 東ティモール[28]
- 北朝鮮

### 18歳
- アイスランド
- アイルランド[29]
- アゼルバイジャン
- アフガニスタン
- アメリカ合衆国[30]（下記の成年が18歳ではない州および地域を除く全ての州および地域）[31]
- アルゼンチン[32]
- アルバニア[33]
- アルメニア
- アンゴラ
- アンティグア・バーブーダ
- アンドラ[34]
- イギリス[35]
  -  イングランド
  -  ウェールズ[36]
  -  北アイルランド[37][38]
- イギリスの王室属領
  -  ガーンジー島[39]
  -  ジブラルタル[40]
  -  ジャージー島[41]
  -  マン島[42]
- イスラエル
- イタリア
- イラク[43][注釈 3]
- インド (en)
- ウガンダ[44]
- ウクライナ[45]
- ウズベキスタン[46]
- ウルグアイ
- エクアドル
- エジプト[47]
- エストニア
- エルサルバドル[48]
- オーストラリア[49]
- オーストリア
- オマーン[50]
- オランダ[51][注釈 4]
- ガーナ
- ガイアナ
- カザフスタン[52]
- カタール
- カナダ[53]
  -  アルバータ州
  -  オンタリオ州
  -  ケベック州
  -  サスカチュワン州
  -  プリンスエドワードアイランド州
  -  マニトバ州
- 北マケドニア
- ギニア
- ギニアビサウ[54]
- キプロス
- ギリシャ[55]
- グアテマラ
- クロアチア[注釈 5]
- ケニア
- コスタリカ
- コロンビア
- ジブチ[56]
- ジャマイカ
- ジョージア
- シリア
- ジンバブエ
- スイス[57]
- スウェーデン[58]
- スーダン[59]
- スペイン
- スリランカ[60]
- スロバキア
- スロベニア
- セーシェル
- セルビア
- セントクリストファー・ネイビス[61]
- ソマリア
- タンザニア
- チェコ[62][63]
- 中華人民共和国[64][65]
- チュニジア[66]
- 中華民国（台湾） （2023年1月1日から）
- チリ
- デンマーク[67]
- ドイツ[68]
- ドミニカ共和国[69]
- ドミニカ国
- トリニダード・トバゴ
- トルコ[70]
- ナイジェリア
- ナミビア
- 日本[71]
- ネパール
- ノルウェー
- ハイチ
- パキスタン[72]（男性）
- バチカン市国
- パナマ
- バハマ[73]
- パラオ[74]
- パラグアイ
- バルバドス[75]
- ハンガリー
- バングラデシュ
- フィジー
- フィリピン[76]
- フィンランド[77]
- ブータン
- ブラジル[注釈 6]
- フランス
- ブルガリア
- ブルネイ
- ブルンジ
- ベネズエラ
- ベラルーシ[78]
- ベリーズ
- ペルー
- ベルギー[79]
- ポーランド[80] [注釈 7]
- ボスニア・ヘルツェゴヴィナ[81]
- ボツワナ
- ボリビア
- ポルトガル
- マラウイ[82]
- マルタ[83]
- マレーシア
- 南アフリカ共和国[84]
- メキシコ[85]
- モーリシャス
- モーリタニア
- モナコ
- モルドバ
- モンゴル
- モンテネグロ
- ヨルダン
- ラオス
- ラトビア
- リトアニア
- リヒテンシュタイン
- ルーマニア
- ルクセンブルク
- ルワンダ
- レバノン
- ロシア連邦[注釈 8][86]

### 19歳
- アメリカ合衆国
  -  アラバマ州[87]
  -  ネブラスカ州[88]
- アルジェリア[89]
- カナダ
  -  ニューファンドランド・ラブラドール州
  -  ニューブランズウィック州
  -  ヌナブト準州
  -  ノースウェスト準州
  -  ノバスコシア州
  -  ブリティッシュ・コロンビア州
  -  ユーコン準州
- 大韓民国[90]

### 20歳
- タイ王国
- ニュージーランド[注釈 9]
- モロッコ

### 21歳
- アメリカ合衆国
  -  ミシシッピ州
  -  プエルトリコ
- アラブ首長国連邦
- エスワティニ
- ガボン[91]
- カメルーン[92]
- クウェート
- グレナダ[93]
- コートジボワール[94]
- サモア
- ザンビア
- シンガポール[95]
- バーレーン[96]
- ホンジュラス
- マダガスカル[97]
- レソト[96]

また、各国において選挙権年齢と成年年齢は必ずしも一致していない。選挙権年齢のデータがある192の国・地域のうち、170の国・地域が選挙権年齢が18歳以下となっている。

## 宗教上の成年
以下のように、宗教・宗派においてはさまざまな成年の定義がある。
- イスラム教 - 15歳に達したものあるいは15歳に達する以前でもその兆候が出た人は、アラビア語で「ブルーグ」（成人）とみなされる。
- ユダヤ教 – 男性の場合は13歳（バル・ミツワー）、女性の場合は12歳で（バト・ミツワー）で成人とみなされる[98]。
- キリスト教
  - カトリック教会 - 18歳が成人年齢とされる[99]。

## 社会における成人の指標
そもそも成人とは「一人前」という意味である。何をもって一人前とするかは、時代や民族により大きく異なる。
家族の存続を重視する朝鮮の伝統社会では、結婚が成人の指標とされた。つまり、10歳でも結婚していれば成人として扱われ、30歳でも未婚ならば成人とは扱われなかった。
また、原始社会や狩猟採集社会では、特定の猛獣が射止められるか否かが成人の指標になった。つまり、年齢ではなく集団に貢献出来る能力を成人の基準にしたのである。この基準でも、10歳で成人待遇される者もいれば、生涯成人待遇をされない者も現れる。
近代以降では、年齢によって成人かどうかを判断することが増え、年齢による判断基準については「成年」という用語が使われる。
近代以降の日本では、18歳（2022年4月1日以前は20歳）をもって成年としている。
なお、アダルトビデオやピンク映画など成人向けとされているものは原則「18歳以上」を指す。これは性風俗を扱うもので、男性の婚姻年齢が法的に18歳以上というところから来ている。映画・有料放送などでは12歳以上（PG-12指定）、15歳以上（R-15指定）、18歳以上（R-18指定、成人映画）などの制限が掛けられたものがある。
また、医学的には、成人は小児に対する概念であり、やはり年齢を基準として区別するが、法的な定義よりは若く15歳程度からを成人として扱うことが多い。これは第二次性徴を迎えれば、肉体的には成人するからである。動物の「成人」は、肉体的な成熟のみで判断する。
心理学では、親から自立していること、職業観が確立していること、性役割意識が確立していることなどを成人の指標とする。
脳科学によると、人間の脳は25歳頃まで完全に発達せず、合理的で長期的な決定を下すことができなくなっているという。